# دژ تاریخی باجول
دژ تاریخی باجول مربوط به دوره عیلامیان است و در شهرستان ایذه، بخش مرکزی، روستای باجول واقع شده و این اثر در تاریخ ۱۷ اسفند ۱۳۸۱ با شمارهٔ ثبت ۷۹۲۶ به‌عنوان یکی از آثار ملی ایران به ثبت رسیده است.